# Бразильская императорская династия
Бразильская императорская династия — ветвь династии Браганса, правившая Бразилией во времена Бразильской империи (1822—1889).
Бразилия, в то время португальская колония, официально обрела статус королевства в 1815 году, когда было создано Соединённое королевство Португалии, Бразилии и Алгарве. С 1808 по 1821 год в Бразилии находился королевский двор Португалии, который был вынужден переехать из Европы в связи с наполеоновскими войнами.
После возвращения короля Жуана VI в Португалию 7 сентября 1822 года его сын Педру объявил Бразилию независимой, спустя месяц провозгласил её империей, а себя — императором. В 1825 году Жуан VI признал независимость Бразилии.

## Императоры Бразилии (1822—1889)
Бразильская империя оставалась монархией до 1889 года, за это время её трон занимали два императора:
- Педру I (1822—1831): родился в 1798, умер в 1834 году. Был также королём Португалии в 1826—1828 годы как Педру IV.
- Педру II (регентство 1831—1840, лично царствовал в 1840—1889): родился в 1825, умер в 1891 году.

## Претенденты на бразильский престол после 1889 года
- Педру II (1889—1891)
- Изабел (1891—1921): родилась в 1846, умерла в 1921. Имперская принцесса и регент Бразилии, старшая дочь Педру II. Её муж, Гастон Орлеанский, граф д'Э, рассматривался после смерти Педру II как де-юре принц Бразильской империи.
- Педру Энрике Орлеан-Браганса (1921—1981): родился в 1909, умер в 1981 году. Внук Изабел, сын и наследник её второго сына, принца Луиша Орлеанского-Брагансы.
  - Альтернативный претендент: Педру Гастон Орлеан-Браганса (с 1940): родился в 1913, сын старшего сына Изабел от морганатического брака.
- Луиш Орлеан-Браганса (1981—2022): родился в 1938 году, старший сын принца Педру Энрике. Умер в 2022 году.
- Бертран Орлеан-Браганса (род. 1941): родился в 1941 году, брат Луиша.
- Антониу Орлеан-Браганса (1950—2024): родился в 1950 году, младший сын принца Педру Энрике. Умер в 2024 году.